# Studentkåren i Växjö
Studentkåren i Växjö, ofta förkortat SiV, grundades 1966 och var tillsammans med Studentkåren i Kalmar studentkår vid Linnéuniversitetet. SiV för studenternas i Växjös talan gentemot Linnéuniversitetet, Växjö kommun, Kronobergs län samt övriga externa aktörer som exempelvis bolag som innehar studentbostäder. Den 1 juli 2010 fusionerades SiV och Studentkåren i Kalmar. Nu finns det endast en studentkår vid Linnéuniversitetet som heter Linnékåren, tidigare Linnéstudenterna. 

## Kårhuset Tufvan
Kårhuset benämns Tufvan och huserade förr kårens expedition. Förutom detta brukade även Nationskollektivet (NK) och föreningen VIS (Växjö internationella studenter), Café Tufvan, biljardrum och konferenslokaler finnas på Tufvan. Sedan 2022 ligger studentkårens expedition vid Universitetsbiblioteket och deras lokaler har tagits över av Ekonomihögskolans i Växjö studentförening EHVS. Numera är det endast EHVS samt Campusbokhandelns lokaler som finns på Tufvan.
Långt innan Tufvan började tjäna som kårhus bodde biskopen Esaias Tegnér där. Huset flyttades 1899 till sin nuvarande plats på höjden bredvid Växjö universitets huvudbyggnad. Dåvarande ägare Fredrik Bonde ville inte att Tufvan skulle skymma slottet han låtit bygga som morgongåva till sin fru.

## Sivans
Sivans pub & café är nationernas studentpub på campus vid Växjö universitet. Sivans öppnades i början av 1980-talet som en enkel studentpub. Från början benämndes mötesplatsen Sivs Café, en förkortning för Studentkåren i Växjös café. Upplägget med nationerna som ägare av Sivans kommer från våren 1987, då Skånes, Västkustens, Smålands och Norrlands Nation samt ekonomernas dåvarande förening Växekon formellt bildade Föreningen Sivs café. 
Sivans i sina nuvarande lokaler på Växjö campus öppnades 11 maj 1996.
Puben har öppet två dagar i veckan, på onsdagskvällarna och lördagskvällarna. Några band och artister som spelat på Sivans är Laleh, Lasse Lindh, Laakso, Svenska Akademien, José González, Melody Club, Håkan Hellström, Lisa Miskovsky, Lars Winnerbäck, Sahara Hotnights, Medina, De vet du, och Bob Hund. Förutom pub och café används lokalerna även till så kallade sittningar och andra evenemang anordnade mestadels av de olika utbildningsföreningarna vid universitetet.  
Puben administreras av en styrelse som väljs var för en mandatperiod av en termin. Alla studenter vid Växjö universitet med medlemskap i studentkåren och någon av medlemsföreningarna Norrlands nation, Skånes nation, Smålands nation, Västkustens nation, Östgöta nation eller Ekonomihögskolans i Växjö studentförening EHVS, är välkomna att kandidera till styrelsen. Serveringspersonal rekryteras av nationerna och utgörs vanligen av nationernas medlemmar som ställer upp att arbeta ideellt. 
Sivans är en av två studentpubar på Växjö Campus, den andra är Slottsstallarna.  